# Dorfkirche Bibow
| Dorfkirche Bibow | Dorfkirche Bibow                      |
| ---------------- | ------------------------------------- |
| Foto             |                                       |
| Adresse          | Bibow, Sandkamp 8                     |
| Baumeister       | nicht bekannt                         |
| Konfession       | evangelisch-lutherisch                |
| Gemeinde         | Kirchengemeinde Warin-Bibow-Jesendorf |
| Aktuelle Nutzung | Gemeindekirche                        |
| Gebäude          |                                       |
| Erbaut           | Ende des 13. Jahrhunderts             |
| Stil             | Hochgotischer Backsteinbau            |
| Kosten           | nicht bekannt                         |
| Plätze           |                                       |
| Restaurierung    | 1999–2005                             |

Die Dorfkirche Bibow ist ein evangelisch-lutherisches Kirchengebäude in Bibow, einer Gemeinde im Landkreis Nordwestmecklenburg in Mecklenburg-Vorpommern. Sie gehört zur Kirchengemeinde Bibow in der Propstei Wismar im Kirchenkreis Mecklenburg der Evangelisch-Lutherischen Kirche in Norddeutschland.

## Geschichte

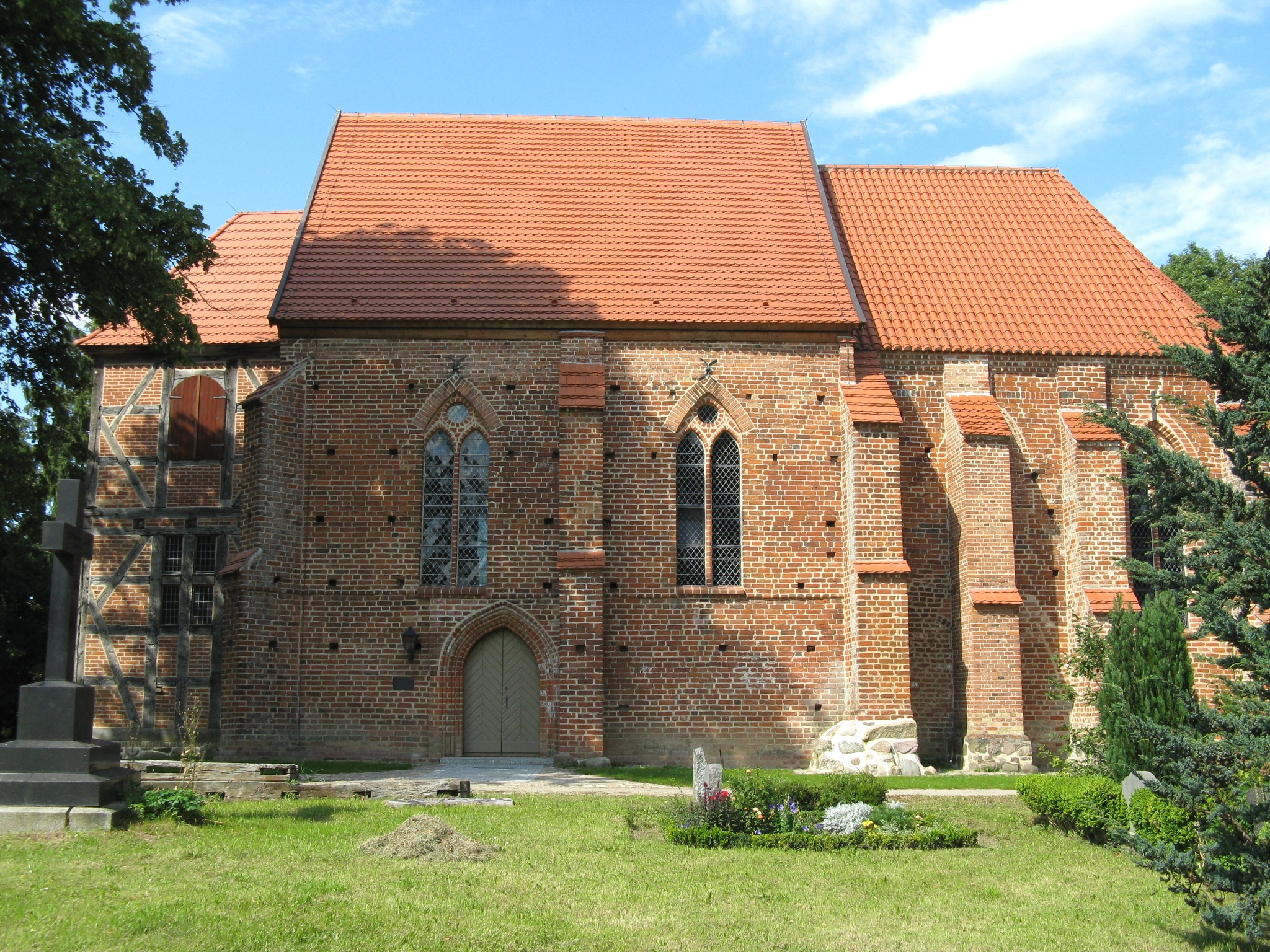
Kirche zu Bibow in ihren drei Teilen: Chor, Schiff und Fachwerkturm (2008)

Um die Mitte des 14. Jahrhunderts wohnte in Bibow ein Knappe Hardenack, dessen Familie mit der von Bibow identisch ist. Als Kirchspiel wurde Bibow 1372 erstmals genannt. Johann von Plessen saß damals schon auf dem Gut Neuhof (Nova Curia). Was aber den Anlass zu der später auftretenden Sage gegeben haben kann, dass die Kirche zu Bibow zu jenen sieben Kirchen gehöre, die einst von dem Stammvater der mecklenburgischen von Plessen, Helmold von Plesse gegründet wurde, ist aus den damaligen Urkunden nicht zu erkennen. Es wird vermutet, dass die Kirche eine Gründung der Familie von Bibow ist, denn die von Bibow tragen auch ihren Namen vom Ritterlehn des Gutes Bibow bei Warin mit Heine de Bibowe.
Denn als 1450 Hardenack von Bibow gegen Johann von Bassewitz, dem 1444 Herzog Heinrich von Mecklenburg, auch Heinrich der Dicke genannt, alle Güter des Gottschalk von Preen, darunter Bresen, Ventschow, Thurow, Jesendorf und Bibow verliehen hatte, für sich und seine Familie seine Ansprüche auf Bibow durchsetzt, erkannte der Herzog 1467 ausdrücklich an, dass jener neben allen anderen Gerechtigkeiten auch das Kirchlehn zu Bibow innehatte.
Erst 1510 trat ein Heinrich von Plessen als Pfandbesitzer von Bibow auf, nachdem Hardenack von Bibow auf Westenbrügge mit Genehmigung der Herzöge seinen Anteil an Bibow und Ventschow an die von Plessen abgetreten hatte. Diese blieben dann hundert Jahre im Besitz von Bibow. 1611 erfolgte die Verpfändung an Detlev von Warnstaedt, in dessen Besitz Bibow bis 1672 blieb. In diesem Jahr geht es mit dem Patronatsrecht der Kirche an den Landrat Bogislav Ernst von Pederstorff über. 1702 befand sich Bibow wieder in von Plessen's Händen und schon 1703 gehörte es dem Hauptmann Jerimias von Behr. Von 1721 bis 1744 klagte auch das Kloster Dobbertin gegen den Hauptmann von Behr wegen großer Schulden.
1744 erwarb Oberstleutnant Detlof Hans von Bassewitz auf Neuhof die von Behr'sche Konkursmasse und übernahm damit das Kirchenpatronat für Bibow. Detlof Hans von Bassewitz war mit Davidia von Bülow verheiratet. In den 1720er Jahren war in den Mecklenburgischen Ständekonflikt verwickelt gewesen und hatte sogar in Haft gesessen. 1755 wurde er zum Mitunterzeichner des Landesgrundgesetzlichen Erbvergleiches. 1745 ließ er die ganze Kirche in- und auswendig restaurieren. Bis 1824 blieb Bibow bis im Bassewitzer Familienbesitz. 1791 verklagte ein späterer Rittmeister von Bassewitz den Pastor und Küster wegen Übertretung der Kirchenordnung und Beweidung des Bibower Kirchhofes. Danach wechselten in kürzeren Abständen die Rechtsnachfolger.
1829 wurde Bibow bürgerlicher Grundbesitz und 1912 erwarb der Deutschrusse Wladimir Schmitz Hasenwinkel als Ortsteil von Bibow, der es 1927 an den Verleger Kurt Giradet aus Essen verkaufte. 1945 verließ die Familie von Langen das Gut Neuhof.

## Baubeschreibung

### Äußeres
Der hochgotische Backsteinbau aus der 1. Hälfte des 14. Jahrhunderts mit Strebepfeilern und einem oktogonalen Chor steht auf einem Feldsteinsockel. Im Norden ist eine Kapelle angebaut; im Süden finden sich Fundamentreste einer Sakristei. Der eingezogene Chorraum ist kreuzrippengewölbt. Die Dachkonstruktion des Chors wurde bei einer dendrochronologischen Untersuchung auf 1296 datiert. Als Bauholz wurde hier sogar Eschenholz verwendet. Bei der Sanierung 2003 und 2004 entfernte man einzelne Teile und ersetzte sie durch sägeraues Kiefernholz. Der Chors wird im Innern nach 1297 beendet worden sein. Der Bau des heutigen Langhauses wird auf 1304 datiert. Ein hoher Nordanbau, die heutige Winterkirche, wurde 1390 angefügt.  Eine Empore, Einzelteile sind davon in der heutigen Empore noch zu finden, wurde 1653 eingebaut.
Beim Turm-Westportal fällt auf, dass es als Doppelportal angelegt wurde, eine für Dorfkirchen ungewöhnliche Lösung. Auf der Westseite des Langhauses ist die Wartezahnung für einen nie gebauten Backsteinturm vorhanden. Der heutige niedrige zweistöckige Fachwerkturm wurde 1745 an der Westseite im Auftrag des Kirchenpatrons Oberstleutnant Detlof Hans von Bassewitz auf Neuhof als Ersatz für einen ursprünglich geplanten, aber nicht ausgeführten massiven Turmbau errichtet.
1745 wurde im Langhaus die bis heute vorhandene barocke Voutendecke eingezogen und die Sakristei am Chor die Nordkapelle zur niedrigen Grabkapelle umgebaut. Das Langhausgewölbe stürzte 1807 ein, es wurde 1819 in seiner heutigen Form wieder eingezogen. Die gotischen Fenster wurden in der Barockzeit zum Teil durch Holzfenster mit provisorischen Verglasungen ersetzt.
Nach der Bombardierung der nahen Bahnstrecke Bad Kleinen–Bützow im Zweiten Weltkrieg hatte auch die Kirche Schaden genommen, verfiel in den folgenden Jahrzehnten weiter und war zum Ende der DDR-Zeit wegen fehlender Erhaltungsarbeiten vom Abriss bedroht. Nach der Wende stark geschädigt, gab es durch das undichte Dach und mangelhafte Wasserableitung große Schäden am Gebäudesockel und am äußeren Mauerwerk.
Nach der Gründung des Kirchenbauvereins 1999 begann man sofort mit ersten Aufräumungs-, Sicherungs- und Planungsarbeiten. 2001 wurde die Nordkapelle zur Winterkirche umgestaltet. 2002 erfolgte die Dachsanierung mit Reparatur der Dachkonstruktion und der alten Dacheindeckung mit Mönch- und Nonnendachziegeln. Bis 2004 hatte man das Mauerwerk an den Fassaden und den Fundamente gesichert und saniert. 2005 wurde der Fachwerkturm denkmalgerecht saniert. 2009 wurden die Außenanlagen wieder hergestellt und der Turm innen renoviert.
In der ehemaligen Sakristei schuf man sich einen Gemeinderaum und so wird das Gotteshaus wieder genutzt.

### Inneres
Im Innern ist nur der Chorbereich gewölbt, das Kirchenschiff erhielt nach dem Einsturz der Gewölbe 1807 erst 1819 eine flache Bretterdecke.

#### Altar
Der Kanzelaltar wurde 1745 vom Oberstleutnant Detlof Hans von Bassewitz gestiftet, nachdem dieser 1744 Bibow erworben hatte. Von der Stiftung zeugen im Sockelbereich links das Wappen der Familie von Bassewitz und rechts das Wappen seiner Frau aus der Familie von Bülow. Nach einer erhaltenen Inschrift wurde der Kanzelaltar vom Bildhauer C. F. Beckmann, dem Tischler J. C. Schütz und dem Maler J. Heinrich Krüger aus Wismar gefertigt. Die Konstruktion wie der Zierrat wurden aus Nadelholz, die Figuren aus Lindenholz hergestellt.
Der Altar ist klar in drei Ebenen gegliedert. Die Predella mit der auf Leinwand gemalten Darstellung des Abendmahls folgen der Kanzelkorb mit einer plastischen Darstellung des Grabgekreuzigten und der Schalldeckel mit der Figur des auferstehenden Christus. Flankiert wird diese zentrale Ebene im unteren Bereich von zwei großen Figuren des Alten Testaments, den Brüdern Moses mit den Gesetzestafeln links und Aaron mit den Rauchfass rechts. Auf dem oberen Gesims befinden sich zwei Engel. Die Bildwerke und das schmückende Blattwerk sind von beeindruckender handwerklicher und künstlerischer Qualität.
Bei einer Renovierung, vermutlich im 19. Jahrhundert, wurde der Altar umfangreich übermalt und neu gefasst. Der Zustand vor Beginn der umfassenden Restaurierung ab 2010 war außer der allgemeinen starken Verschmutzung von der großflächig gelockerten Farbfassung geprägt. Die Sichtfassung war dabei direkt über die älteren Fassungsschichten aufgetragen, ohne vorhandene Fehlstellen zu kitten und auszugleichen, so dass es ein sehr unruhiges Erscheinungsbild gab. Fehlende Teile an Figuren wurden bildhauerisch rekonstruiert. Schwierig war dies besonders beim fehlenden Arm des aufstehenden Christus. Seine Rekonstruktion erfolgte in Anlehnung des Zarrentiner Altars. Die Arbeiten waren erst nach einer sehr großzügigen Spende durch die Freifrau Ella von Lüttwitz möglich und wurden unter Leitung der Diplom-Restauratorin Katrin A. Ziems aus Berlin ausgeführt.

#### Orgel
Die Orgel mit sechs Registern auf einem Manual und angehängtem Pedal wurde 1872 von Friedrich Friese III auf der Westempore eingebaut und 2004 durch Orgelbauer Andreas Arnold vom Mecklenburger Orgelbau in Plau am See rekonstruiert. Der Orgelprospekt mit drei Pfeifenfeldern ist flach und neugotisch ausgeführt. Die Giebelkrönung wird von Fialtürmen flankiert. Der Spieltisch befindet sich links, beiderseits liegen Manubrien. Der Magazinbalg befindet sich unter der Manualwinde, zwischen beiden liegt der horizontale Wellenrahmen für die Spieltraktur.

#### Wandmalereien
Im Chorpolygon wurden Reste der dort vorhandenen mittelalterlichen figürlichen Wandmalereien, die stilistisch dem ausgehenden 14. Jahrhundert zuzuordnen sind, freigelegt und konserviert.

#### Glocken
Im Turm befanden sich zwei Glocken. Die 1602 von Clawes Brincke in Wismar gegossene Glocke ist noch vorhanden. Die große Glocke von 1852 vom Wismarer Glockengießer Peter Martin Hausbrandt ist ein Umguss der alten Glocke von 1756. Sie wurde 1893 vom Wismarer Kupferschmied und Glockengießer Carl Oberg nochmals umgegossen und ist auch noch vorhanden.

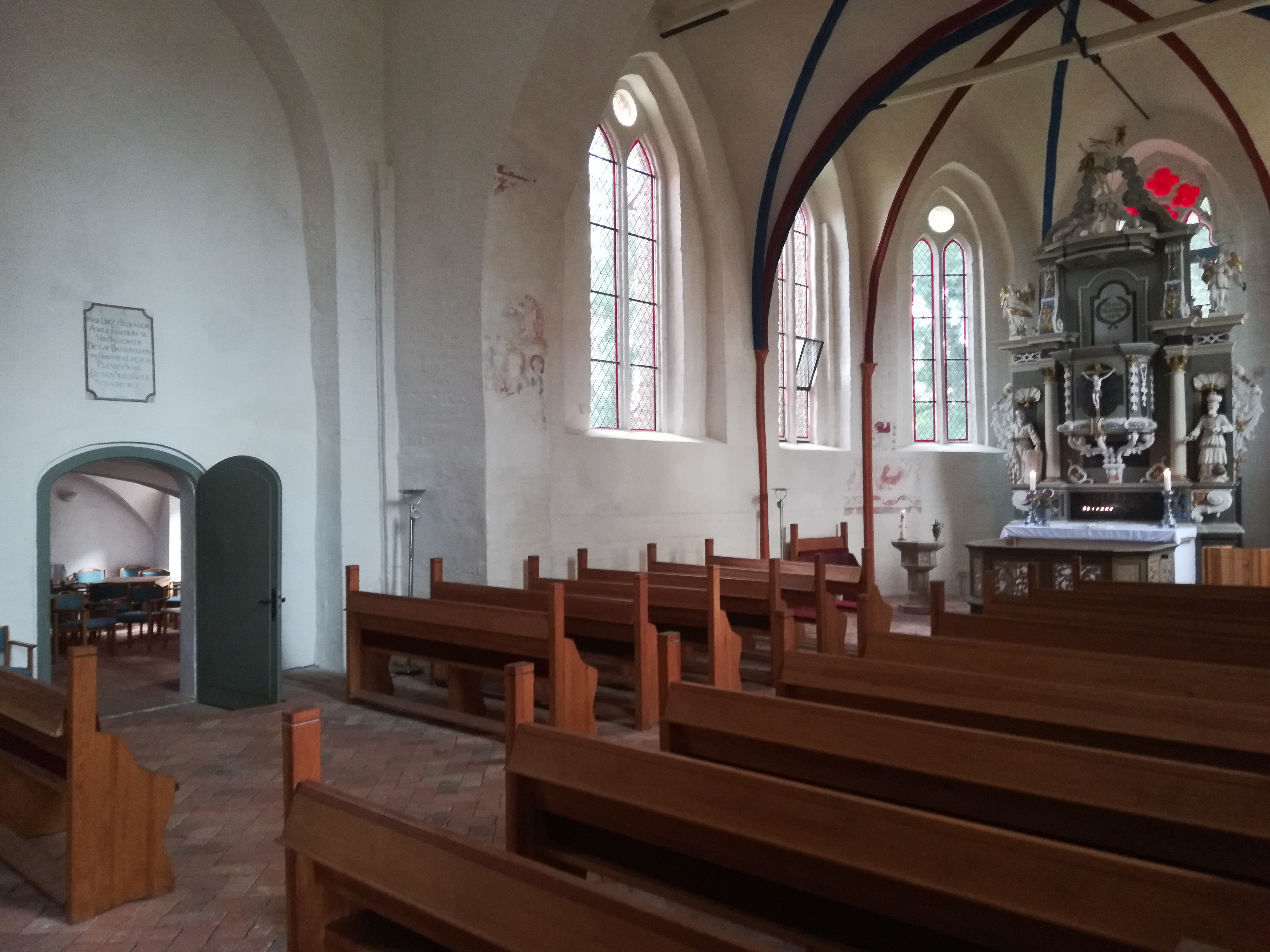
Kirchenraum (2018)
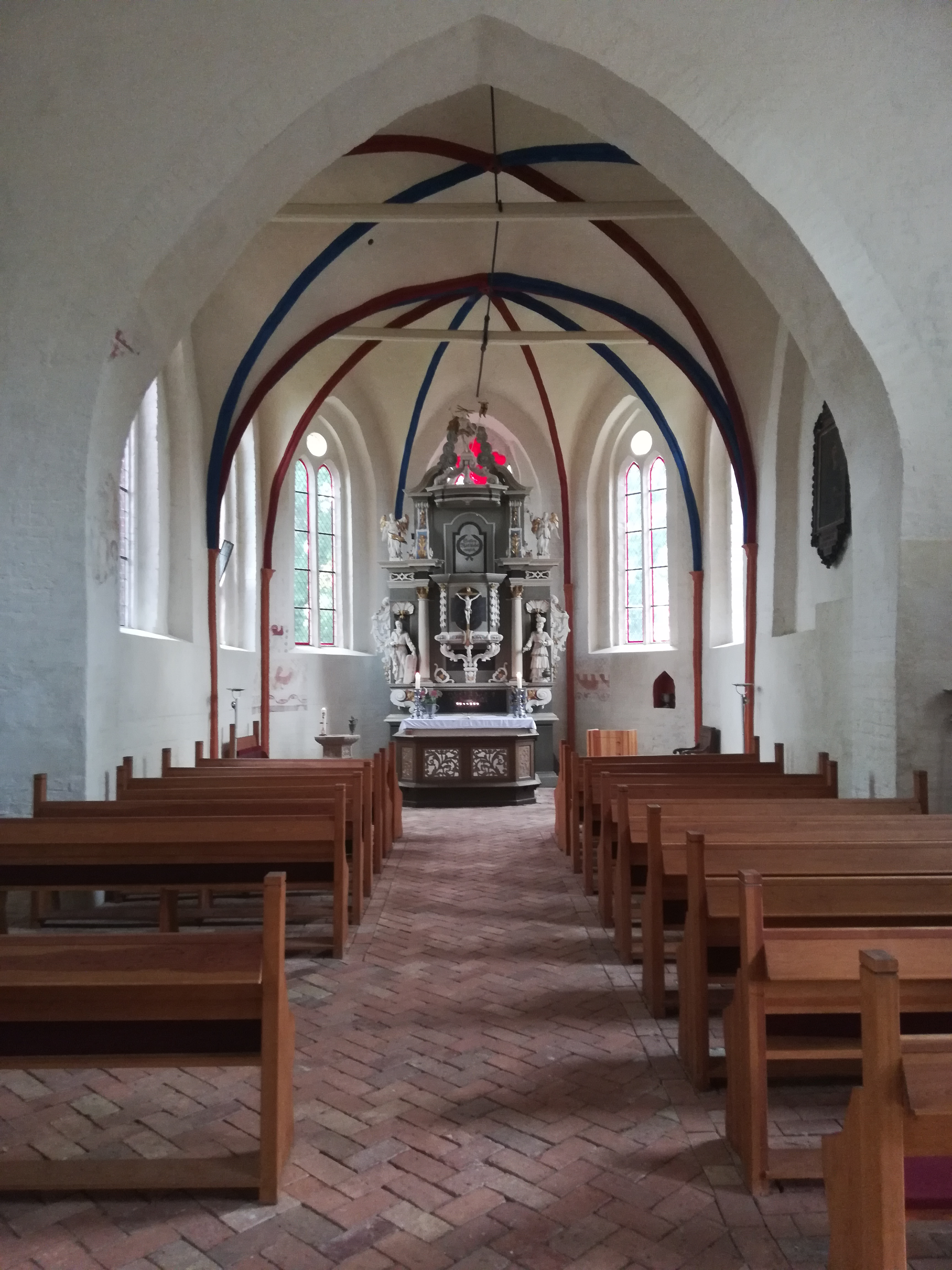
Gewölbe (2018)
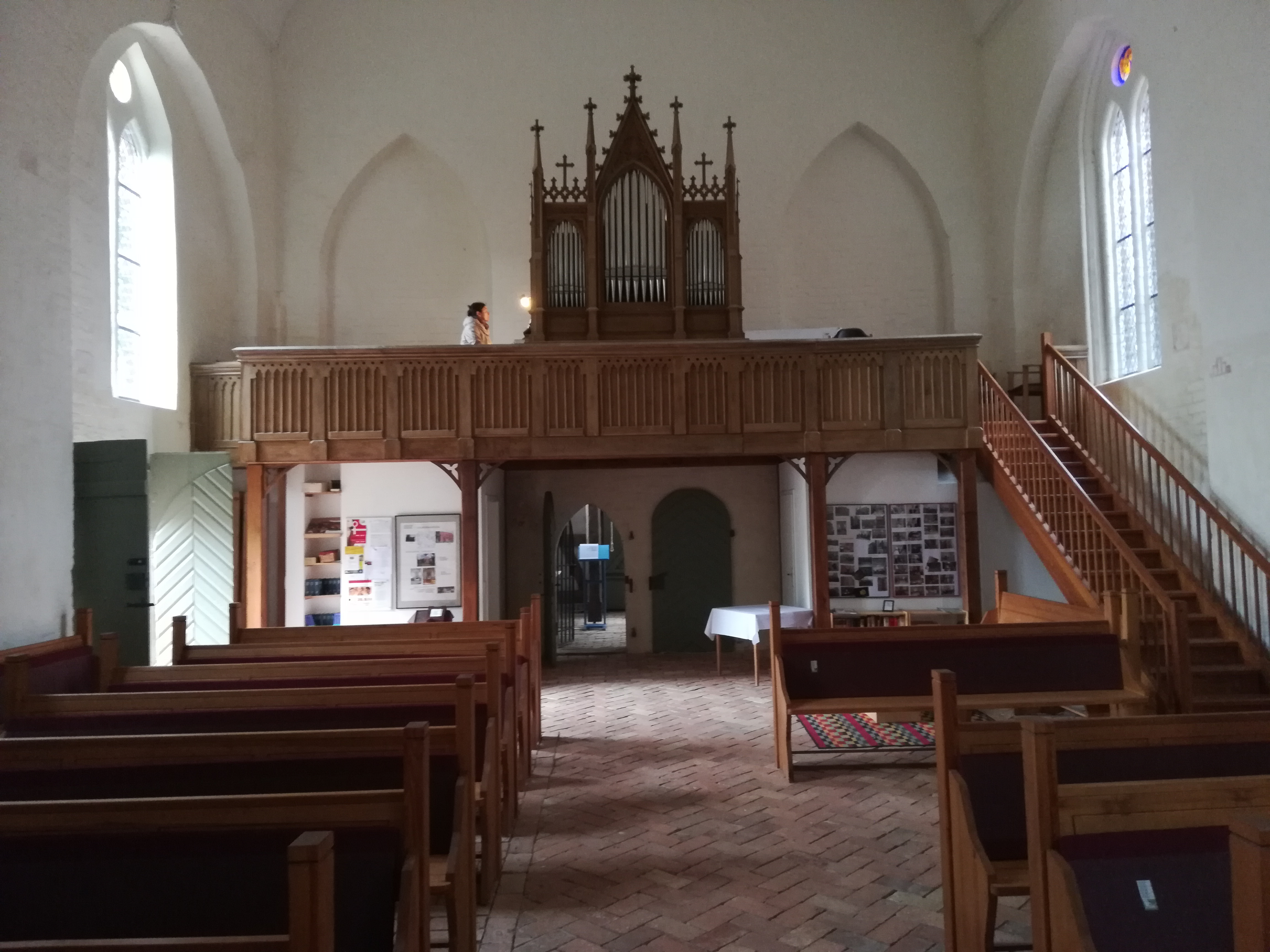
Empore und Orgel (2018)
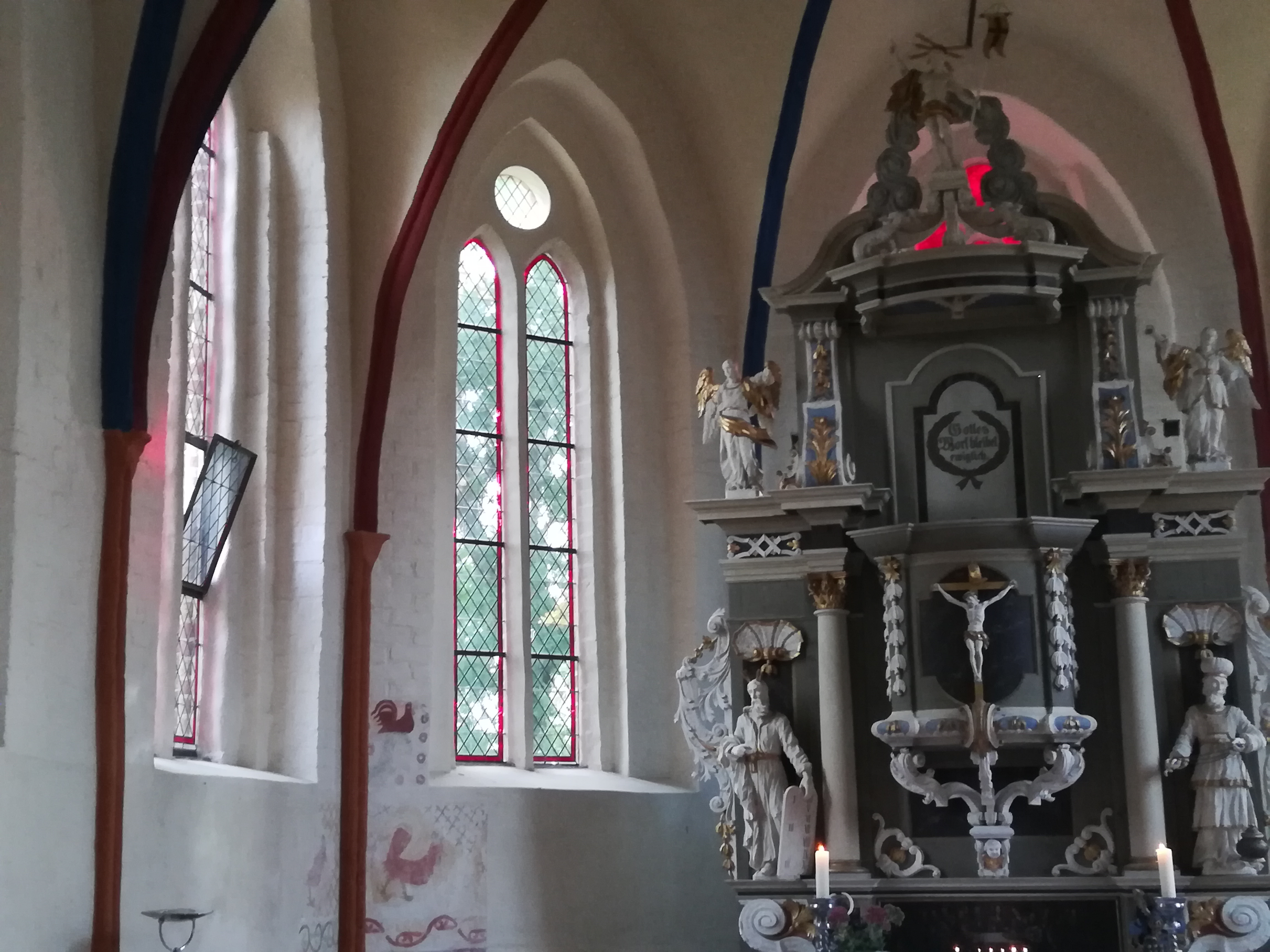
Altar (2018)
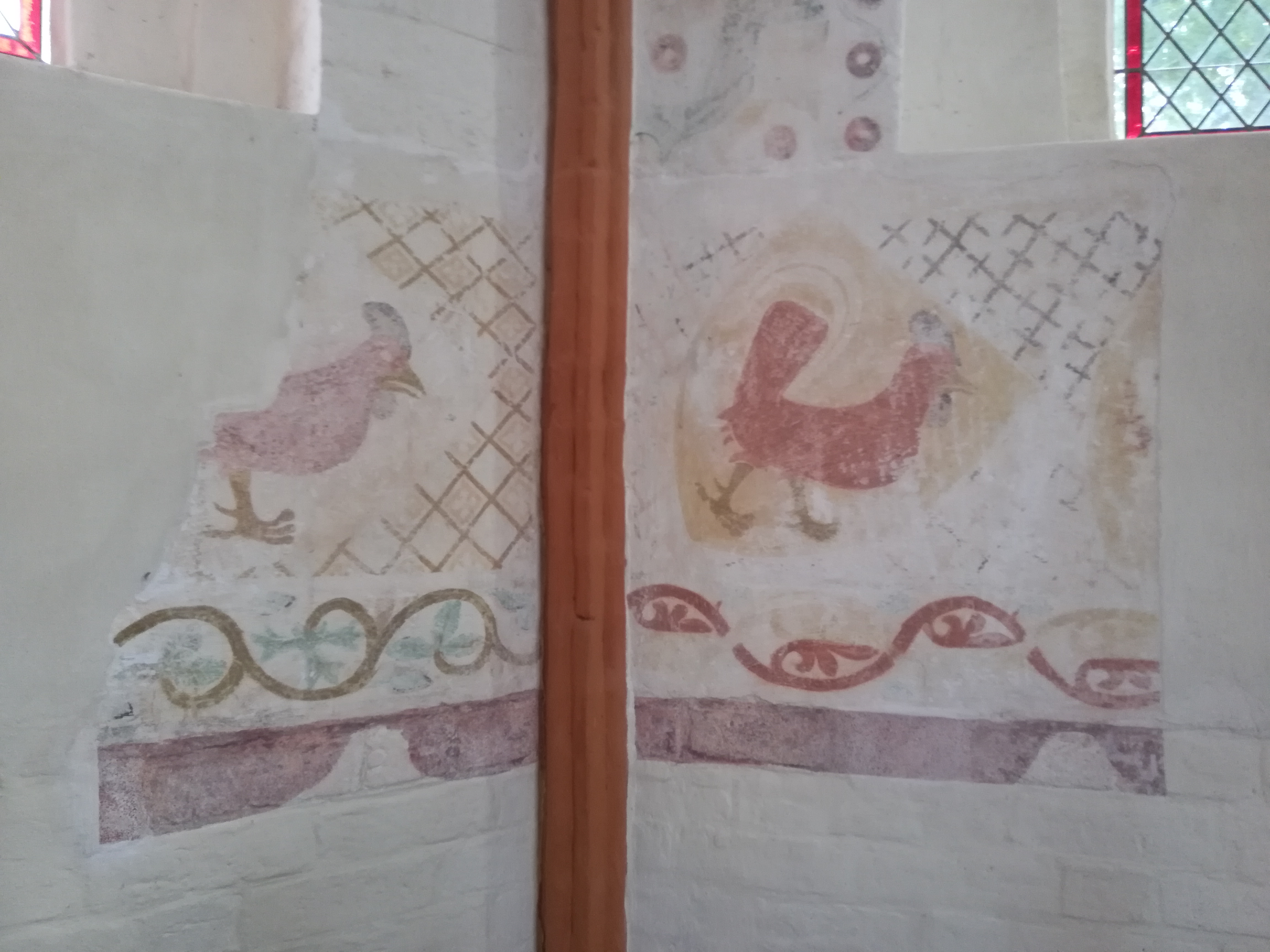
Wandmalereien (2018)
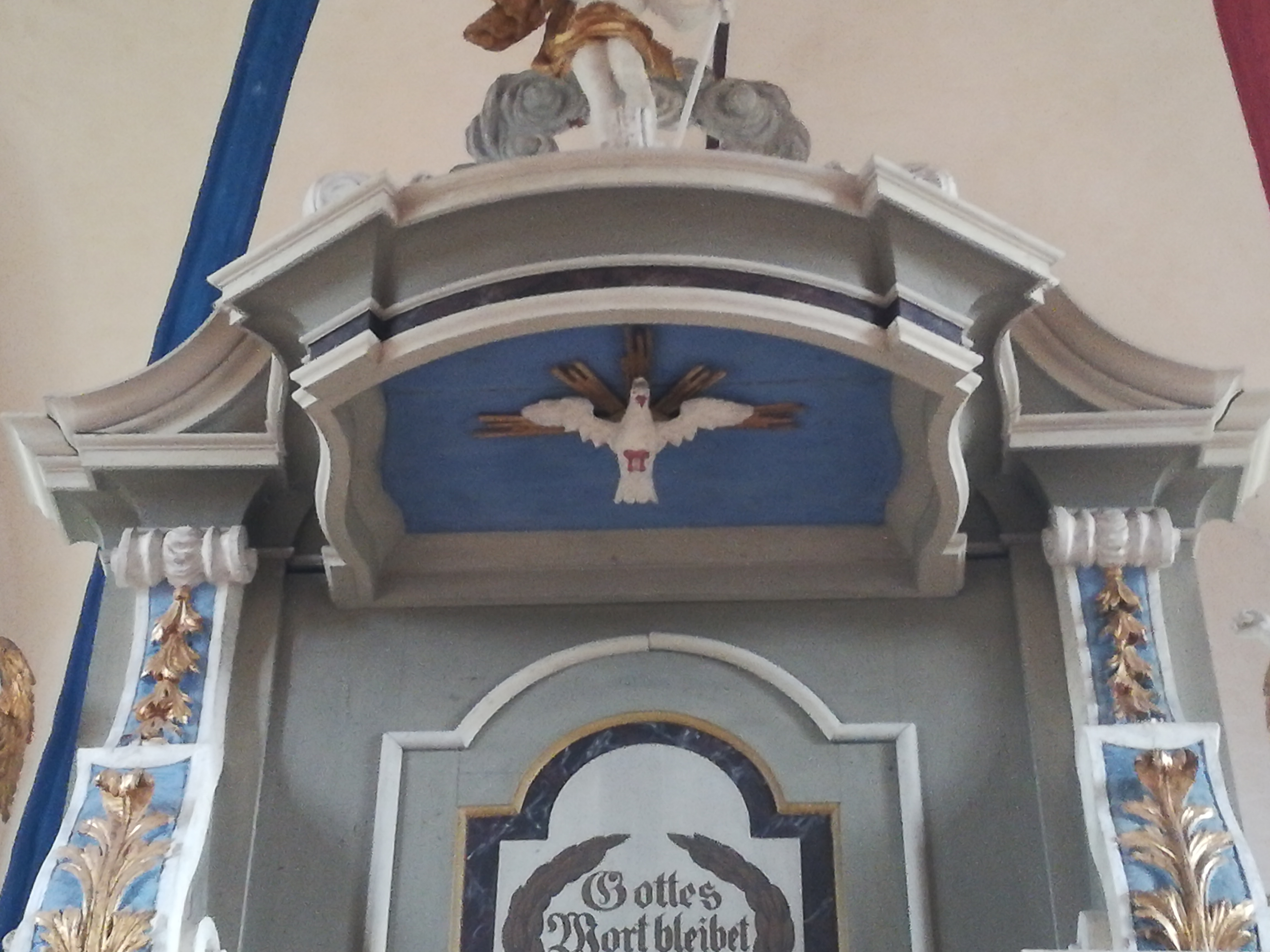
Altardetail (2018)

## Pastoren
Namen und Jahreszahl bezeichnen die nachweisbare Erwähnung als Pastor.
- erwähnt 1541 Johann Mull (Mul). Bei der Visitation 1541 zu Johann Mull: ein frommer gelehrter Mann, eines ehelichen Lebens; es wäre vonnöten, daß dem armen Pastor seine Besoldung möchte verbessert werden.
- 1541 – 1571 Johann Haverkorn (Haberkorn), danach in Witzin.
- 1578 – 1605 Gerhard Frey, kam aus Osnabrück.
- 1605 – 1624 Peter Knust (Knaust) kam aus Hamburg.
- 1625 – 1633 Joachim Müller.
- 1633 – 1653 Vakanz, wurde von Tempzin aus, ab 1646 durch Melchior Hasselberg verwaltet.
- 1653 – 1694 Andreas Mertzdorff, kam aus Wriezen in der Mark.
- 1691 – 1725 Johann Konrad Passow.
- 1725 – 1767 Christian Müller.
- 1770 – 1817 Heinrich Ernst Berner.
- 1990 – 2016 Andreas Kunert
- 2022 erwähnt Sophie Kotte

## Heutige Kirchengemeinde
Zum Kirchspiel Bibow gehörten im 17. Jahrhundert Zahrensdorf, Klein-Jarchow, Langen-Jarchow und Dämelow. Das Pfarramt war lange Zeit mit der Klosterkirche Tempzin verbunden. Heute gehören zum Kirchspiel Bibow die Ortsteile Bibow, Dämelow, Neuhof, Hasenwinkel und Nisbill, und die Kirchgemeinde Bibow ist seit 1. Januar 2001 dauerhaft mit den Kirchgemeinden Warin und Jesendorf zu einer Pfarrstelle verbunden.

## Trivia
Der Maler Lyonel Feininger zeichnete die Bibower Dorfkirche 1921 während eines zufälligen Zughaltes in sein Skizzenbuch. Das Original befindet sich im Busch-Reisinger Museum der Universität Harvard in Cambridge.

### Gedruckte Quellen
- Mecklenburgisches Urkundenbuch (MUB)
- Mecklenburgische Jahrbücher (MJB)

### Ungedruckte Quellen
Landeshauptarchiv Schwerin (LHAS)
- LHAS 1.4–3 Dörfer und Güter. Bibow.
- LHAS 3.2-3/1 Kloster Dobbertin, Nr. 267.
- LHAS 2.12–3/2 Klöster und Ritterorden. Dobbertin Nr. 12.
- LHAS 11.11 Regesten. Mecklenburgische Urkunden.

Landeskirchliches Archiv Schwerin (LKAS)
- LKAS, OKR Schwerin, Specialia, Abt. 1. Bibow. 005 Zahlung Prozesskosten gegen Rittmeister von Bassewitz auf Neuhof 1791 - 1896. 006 Erbauung und Reparatur der Kirche und der geistlichen Bauten 1800 – 1828. 151 Umbau einer Grabkapelle zum Unterrichtsraum für die Christenlehre, Einbruch in die Kirche 1951 – 1976. 230 Bauten Kirche Bibow 1996 – 1999.